# Streaming

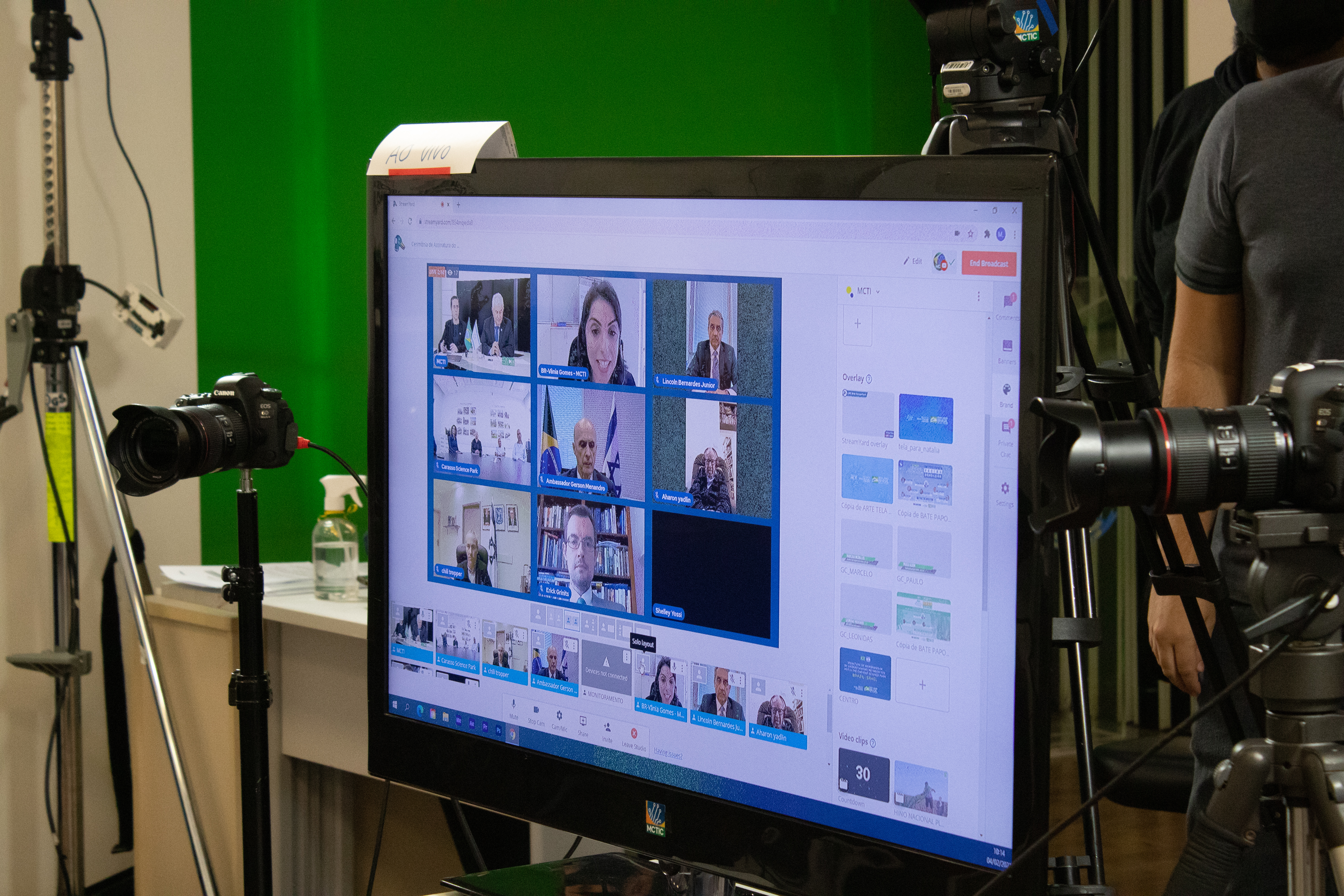
Esempio di evento seguito in streaming da più persone (2021)

Nel campo delle telecomunicazioni, lo streaming, in italiano flusso multimediale o flusso audiovisivo, identifica un flusso di dati audio/video trasmessi da una sorgente a una o più destinazioni tramite una rete telematica. Questi dati vengono riprodotti man mano che arrivano a destinazione.
Generalmente la trasmissione in streaming avviene utilizzando i protocolli RTP e RTSP a livello di applicazione, mentre a livello di trasporto si utilizza prevalentemente il protocollo UDP.

## Tipi
La distribuzione dei dati di streaming può essere di tipo:
- Multicast;
- Unicast;
- HTTP;
- Peer-to-peer.

Sostanzialmente esistono due tipologie di streaming:
1. Streaming on demand;
2. Streaming in diretta.

Sebbene a volte per trasmissioni via web si utilizzi il termine streaming come sinonimo di "diretta", è da chiarire che un contenuto in streaming può essere in diretta oppure no.

### Streaming on demand
I contenuti audio/video sono inizialmente compressi e memorizzati su un server come file. Un utente può richiedere al server di inviargli i contenuti audio/video. Non è necessario scaricarli per intero sul PC per poterli riprodurre: i dati ricevuti vengono decompressi dal codec e riprodotti pochi secondi dopo l'inizio della ricezione. Questo ritardo serve a creare un polmone (buffer in gergo) per rimediare a latenze o microinterruzioni della rete. Di questo tipo sono i flussi streaming di Real Video e Real Audio, Windows Media Player, QuickTime, Adobe Flash Video. Quest'ultimo era utilizzato dal sito di YouTube, sostituito poi da HTML5 video.
Questo tipo di servizio viene offerto anche da parte di diverse reti televisive, come Mediaset o RAI, come servizio di streaming totale o parziale. Nel caso delle reti RAI si ha quasi la totalità delle trasmissioni a disposizione, ma non tutti i programmi vengono trasmessi o sono immediatamente disponibili.
Nel corso degli anni 2010, lo streaming on demand di musica e film è andato progressivamente a sostituire i supporti fisici (CD, DVD) e digitali (download), grazie all'espansione di servizi come Spotify, Apple Music, Amazon Music per la musica e Netflix, Hulu, Amazon Prime Video e Disney+ per il cinema. In particolare, nell'ambito dell'industria musicale, la sostituzione dello streaming alle vendite tradizionali di dischi ha portato alla creazione di concetti come quello delle unità equivalenti ad album. Nel 2018, lo streaming ha rappresentato il 46,8% degli incassi dell'industria musicale, provenienti prevalentemente dai 255 milioni di utenti registrati a servizi a pagamento.

### Streaming in diretta
È simile alla tradizionale trasmissione radio o video in broadcast. Anche in questo caso i dati sono trasmessi utilizzando opportune compressioni per alleggerire il più possibile il carico sulla rete. La compressione dei contenuti introduce nel flusso un ritardo di circa dieci secondi. Di solito nel campo dello streaming live questo ritardo non costituisce un problema.
Attualmente l'evento più seguito in diretta streaming nel mondo è stato il concerto del 29 ottobre 2009 degli U2 su YouTube da Pasadena, California, con 2,5 milioni di utenti unici e quasi 10 milioni di connessioni al flusso della diretta. L'evento con maggiori visualizzazione in Italia appartiene al giornalista Michele Santoro con Rai per una notte e con 400 000 utenti contemporanei seguito dalla trasmissione Servizio pubblico che ha avuto una media 100 000 utenti contemporanei, nella puntata del 10 gennaio 2013 con la partecipazione di Silvio Berlusconi.

## Streaming illegale
La tecnologia dello streaming viene utilizzata principalmente per inviare contenuti audio o video, ma con opportune personalizzazioni è possibile anche inviare contenuti di altro tipo, ad esempio testuale. In particolare alcuni servizi forniscono libri in streaming. Come per musica e video, il contenuto può essere solo fruito dal dispositivo che ne fa richiesta, non è possibile scaricarlo o salvarlo, a meno che il servizio non preveda espressamente il contrario.

### Siti di streaming di film
Una piccola rivoluzione relativa alla regolamentazione del file sharing e dei siti di streaming è avvenuta con una sentenza, prima non solo in Italia, ma anche a livello europeo, emessa dal Tribunale di Frosinone a febbraio 2017: essa riconosce che non è automatica la violazione del diritto d'autore se un sito ospita link a streaming di film e musica su internet, anche con banner pubblicitari, se non è chiaro il fine di lucro e riconosce quindi che se non ci sono prove sufficienti, un sito non può essere chiuso e il suo gestore sanzionato.
Per la precisione, il giudice che ha emesso la sentenza ha accolto il ricorso contro una ordinanza-ingiunzione del 2015 con cui al gestore dei siti filmakers.biz, filmaker.me, filmakerz.org, e cineteka.org era stato ingiunto di pagare (a titolo di sanzione amministrativa ex art. 174-bis L. 22 aprile 1941, n. 633) la somma di 546.528,69 euro, oltre le spese, per aver violato l'art. 171-ter ,2° co, lett. a-bis della L. 22 aprile 1941, n. 633 e successive modifiche.
Si tratta di una sentenza rigorosa, emessa dopo una lunga analisi operata sul portale e sulle singole fonti di prova dal giudice, quest'ultimo rilevando come l'indicazione di link non possa qualificarsi come messa a disposizione diretta di file protetti dal diritto d'autore ha ritenuta lecita l'attività del portale. La decisione è avvenuta nonostante la presenza di banner pubblicitari, in quanto il giudice ha evidenziato quanto in sé il file sharing, cioè la condivisione di file protetti dal diritto d'autore, sia un risparmio di spesa e non una attività con finalità di lucro.
Si legge nella sentenza: "Giova precisare che l'art. 171-ter, 2 comma, lett. a-bis della L. 633/41 presuppone la comunicazione al pubblico a fini di lucro di un'opera protetta dal diritto d'autore, o di parte di essa, attuata mediante la sua diffusione in un sistema di reti telematiche, attraverso connessioni di qualsiasi genere. Con l'espressione 'a fini di lucro deve intendersi un fine di guadagno economicamente apprezzabile o di incremento patrimoniale da parte dell'autore del fatto".
Questo significa che nel caso specifico al fine di riconoscere la commissione dell'illecito avrebbe dovuto essere provato l'intento del file sharer di trarre dalla comunicazione al pubblico, per il tramite della messa in condivisione in rete di opere protette, un guadagno economicamente apprezzabile e non un mero risparmio di spesa.
La sentenza ribadisce dunque: "Priva di pregio è la giustificazione fornita (dalle Autorità n.d.r.) secondo cui l'assenza di finalità lucrative sarebbe irrilevante, poiché l'art 174 bis è applicabile a tutte le violazioni previste nella sezione e quindi anche in ipotesi di violazione dell'art 171 1° co L 633/1941, atteso che (al gestore ndr) è stata irrogata la sanzione amministrativa per aver violato l'art. 171 ter, comma 2, lettera a-bis e non altra disposizione normativa".
In conclusione quindi in questa situazione è stato stabilito dal giudice che non è stato provato che il titolare del sito web abbia tratto un guadagno dall'attività economica connessa alla gestione del sito, per cui è stata annullata l'ordinanza-ingiunzione facendo venire meno la sanzione amministrativa prevista dall'art. 174-bis della Legge sul Diritto d'Autore.

## Software
- VLC media player
- Winamp
- Windows Media Player
- QuickTime
- Shoutcast
- XMPlay
- SAM Broadcaster
- Icecast
- iTunes
- Amarok
- MPlayer
- Kaffeine
- Picostreamer
- RealPlayer
- Adobe Flash Player
- Streamtuner
- Location Free Player
- VideoVista
- LiveVista
- DelFeo Radio/TV Player
- Red5
- KeyHoleTV
- Microsoft Silverlight
- Popcorn Time

## Stream
Alcune applicazioni di sincronizzazione e condivisione di contenuti (ad esempio Drive File Stream di Google) usano il termine stream per designare l'accesso di un contenuto archiviato in cloud da una posizione locale, come fruizione dello streaming. Lo stream non è materialmente archiviato in locale ma è solo caricato nella cache del dispositivo per utilizzarlo (modifiche, visualizzazione, salvataggio in altra posizione, ecc.).
Uno stream, in pratica, è un'istanza di un contenuto di streaming; materialmente non è altro che la visualizzazione di un file o di una cartella, solitamente accompagnata da un'icona, presente nell'applicazione di gestione file utilizzata, che fa capire che l'oggetto è conservato sul cloud. Normalmente, le applicazioni dedicate permettono anche di scegliere se la fruizione sia di tipo streaming oppure mirroring (la copia archiviata in locale sincronizzata con quella presente sul cloud).

## Nell'industria musicale
Lo streaming, formato preso in considerazione nell'industria discografica a partire dagli inizi degli anni dieci, ha registrato una crescita esponenziale sin dalla metà degli anni zero; infatti, l'International Federation of the Phonographic Industry ha rivelato per la prima volta il ricavo complessivo prodotto dal fattore nel 2005, pari a 100000000 $. Dopo l'ascesa di servizi streaming come Spotify e il conseguente calo delle vendite fisiche e digitali, i guadagni generati dallo streaming hanno superato per la prima volta il miliardo di dollari nel 2012, e l'anno dopo, l'IFPI ha introdotto il concetto di unità equivalente ad album per determinare i prodotti e gli artisti più consumati mondialmente.
L'International Federation of the Phonographic Industry ha dichiarato per la prima volta la percentuale di incasso dello streaming rispetto al fatturato totale nel 2017, anno in cui l'elemento ha rappresentato il 38% del valore generale. Due anni più tardi lo streaming è stato il primo formato a rappresentare oltre la metà dei guadagni totali nel XXI secolo (56%, 11400000000 $), superando la percentuale più alta registrata dal digitale nel 2016 (50%), che includeva lo stesso streaming. Ha continuato a raccogliere sempre più fatturato, come impatto socioeconomico della pandemia di COVID-19, fino a raggiungere un picco del 69% nel 2024; nello stesso anno, inoltre, dei 29,6 miliardi di dollari totali accumulati nel corso dei dodici mesi, 20,4 miliardi sono provenienti dallo streaming. L'industria discografica ha così raggiunto il fatturato più alto in quasi due decenni, quando nel 2005 il valore fu pari a 31,595 miliardi. I 20400000000 $ escludono i guadagni della Federazione Russa come conseguenza dell'invasione dell'Ucraina e le relative sanzioni applicate: ciononostante, nel maggio 2025 la Nacional'naja Federacija Muzykal'noj Industrii ha dichiarato di aver rilevato 37600000000000 ₽ dallo streaming musicale in suolo russo nei dodici mesi.
L'area MENA è quella ad aver registrato la percentuale più alta derivante dallo streaming in un unico anno, dove i ricavi del formato hanno rappresentato il 99,5% delle entrate totali nel 2024; in questo modo, è risultata la regione con la crescita annuale più alta del giro d'affari (+22,8%), rispetto all'Africa subsahariana e gli altri quattro continenti (Antartide esclusa).
| Anno | Ricavo     | Percentuale rispetto ai guadagni | Note   |
| ---- | ---------- | -------------------------------- | ------ |
| 2005 | 100000 $   | N.D.                             | [ 8 ]  |
| 2006 | 200000 $   | N.D.                             | [ 8 ]  |
| 2007 | 200000 $   | N.D.                             | [ 8 ]  |
| 2008 | 300000 $   | N.D.                             | [ 8 ]  |
| 2009 | 400000 $   | N.D.                             | [ 8 ]  |
| 2010 | 400000 $   | N.D.                             | [ 8 ]  |
| 2011 | 600000 $   | N.D.                             | [ 8 ]  |
| 2012 | 1000 $     | N.D.                             | [ 8 ]  |
| 2013 | 1400000 $  | N.D.                             | [ 8 ]  |
| 2014 | 1900000 $  | N.D.                             | [ 8 ]  |
| 2015 | 2800000 $  | N.D.                             | [ 8 ]  |
| 2016 | 4700000 $  | N.D.                             | [ 8 ]  |
| 2017 | 6600000 $  | 38%                              | [ 9 ]  |
| 2018 | 9300000 $  | 47%                              | [ 17 ] |
| 2019 | 11400000 $ | 56%                              | [ 10 ] |
| 2020 | 13400000 $ | 62%                              | [ 18 ] |
| 2021 | 16900000 $ | 65%                              | [ 8 ]  |
| 2022 | 17500000 $ | 67%                              | [ 20 ] |
| 2023 | 19300000 $ | 67,3%                            | [ 21 ] |
| 2024 | 20400000 $ | 69%                              | [ 14 ] |